# Diny Koreman
D.A.M. (Diny) Koreman (15 maart 1948) is een Nederlands politicus van de PvdA.
In 1978 werd ze gemeenteraadslid in Zeist en van 1986 tot 1991 was ze daar wethouder. Begin 1991 werd ze door minister Dales van Binnenlandse Zaken geïnstalleerd als burgemeester van Vianen en daarmee was Koreman de vijftigste vrouwelijke burgemeester in Nederland. Na 20 jaar is ze op 31 maart 2011 vervroegd met pensioen gegaan.